# رزی ملک یونان
رُزی ملک یونان (به آشوری:ܪܘܙܝ ܡܠܟ ܝܘܢܢ) (زادهٔ ۴ ژوئیه ۱۹۶۵ در تهران) بازیگر، کارگردان، نویسنده، هنرمند و فعال حقوق بشر آشوری‌تبار ایرانی است.

## زندگی‌نامه
رزی ملک یونان از آشوری‌های ایران است و نَسَبَش به آشوری‌های گوگ‌تپه در ارومیه می‌رسد. او کتابی بنام The Crimson Field نوشته که داستان این کتاب با موضوعِ نسل‌کشی آشوری‌ها در سال‌های ۱۹۱۸–۱۹۱۴ است. وی به زبان‌های آشوری، فارسی و انگلیسی مسلط است.

## فعالیت‌ها
بازیگر سینما: رزی ملک-یونان در سال ۱۹۸۳ و با بازی در سریال محبوب تلویزیونی دودمان در آمریکا وارد تلویزیون شد. از آن زمان او در سریال‌های تلویزیونی، فیلم و تئاترهای متعددی نظیر روزهای زندگی ما، جوان و بی‌قرار،  بیمارستان عمومی، شیکاگو هوپ، بورلی هیلز، ۹۰۲۱۰، پیشتازان فضا: فضای عمیق ۹ نقش آفرینی کرده‌است.
او در موسیقی، نمایشنامه‌نویسی و فیلمسازی مستند نیز دستی دارد.
رزی ملک یونان فعال حقوق بشر نیز هست. او در مقابل کنگره ایالات متحده به دفاع از حقوق آشوری‌های عراق پرداخت و توانست بودجه‌ای برای یاری رساندن به این قوم در عراق بگیرد.